# Il giglio celeste
Il giglio celeste (Sky Trillium) è un romanzo fantasy del 1997 scritto dall'autrice statunitense Julian May (nell'edizione italiana accreditata in collaborazione con Marion Zimmer Bradley), quinto volume della cosiddetta serie del giglio, un gruppo di romanzi in cui solo il primo libro venne scritto collettivamente e le cui successive opere sono state sviluppate indipendentemente da tre autrici senza rispettare la continuità tra di loro.

## Trama
Il romanzo racconta le vicende delle tre principesse dopo la caduta del terribile Mago Orogastus e la sua scomparsa. Dalla misteriosa Prigione sulla Luna dell'Uomo Scuro, però, un detenuto riesce a fuggire e ha con sé l'insegna della temibile Società della Stella, pronta a risorgere... Le principesse sono ancora una volta in pericolo e con loro tutto il Mondo delle Tre Lune

## Edizioni
I romanzi Il giglio dorato e Il giglio celeste sono stati pubblicati in Italia come se fossero delle collaborazioni di Marion Zimmer Bradley rispettivamente con Andre Norton e Julian May. In realtà questi due romanzi sono stati scritti unicamente dalla Norton e dalla May senza l'intervento di Zimmer Bradley (come risulta chiaro dalle edizioni originali).